# Jonathan Paget
Jonathan „Jock“ Paget (* 17. November 1983 in Warkworth) ist ein neuseeländischer Vielseitigkeitsreiter.

## Werdegang
Trotz der Pferdebegeisterung seiner Familie spielte er in seiner Jugend Rugby und begann erst mit 20 mit der Vielseitigkeit.
Während seiner Zeit in Australien arbeitete er drei Jahre lang für Kevin McNab. Danach nahm er ein Angebot von Frances Stead an und zog zurück nach Neuseeland. Drei Jahre später zog er nach England.

## Privates
Paget stammt aus einer Reiterfamilie. Seine Familie zog nach Sydney, als Paget fünf Jahre alt war. Er lebt im britischen Surrey.

## Pferde (Auszug)
- Clifton Promise

## Erfolge
- Olympische Spiele:
  - 2012, London: mit Clifton Promise 3. Platz mit der Mannschaft
- CCI 4*-Turniere:
  - Badminton Horse Trials: 2013 1. Platz mit Clifton Promise

Zunächst ging auch der Sieg der Badminton Horse Trials 2013 an Paget und Clifton Promise. Da im Blut des Pferdes Reserpin gefunden wurde, wurde der Sieg jedoch aberkannt. Nach abschließendem Urteil des Weltpferdesportverbandes FEI ging der Fund auf eine Verunreinigung in einem Ergänzungspräparat zurück, der Reiter sei von jeglichen Dopingvorwürfen freizusprechen.